# Ilyarachna armata
Ilyarachna armata là một loài chân đều trong họ Munnopsidae. Loài này được Thistle miêu tả khoa học năm 1980.